# Vrabcov (Dubá)
Vrabcov je osada, která nyní patří k městu Dubá na Kokořínsku. Leží několik set metrů východně od vesnice Deštné. Většina osady Vrabcov patří k evidenční části Dubá, pro niž platí jak uliční název, pouze nejvýchodnější dům osady patří k části Deštná. 

## Příroda
Osada je uvnitř přírodní rezervace Mokřady horní Liběchovky a CHKO Kokořínsko – Máchův kraj. Jsou zde  dva chráněné památné stromy, západěji smrk a východněji lípa. Údolím protéká říčka Liběchovka, údolí je obklopeno řadou pískovcových skal a kopců. 

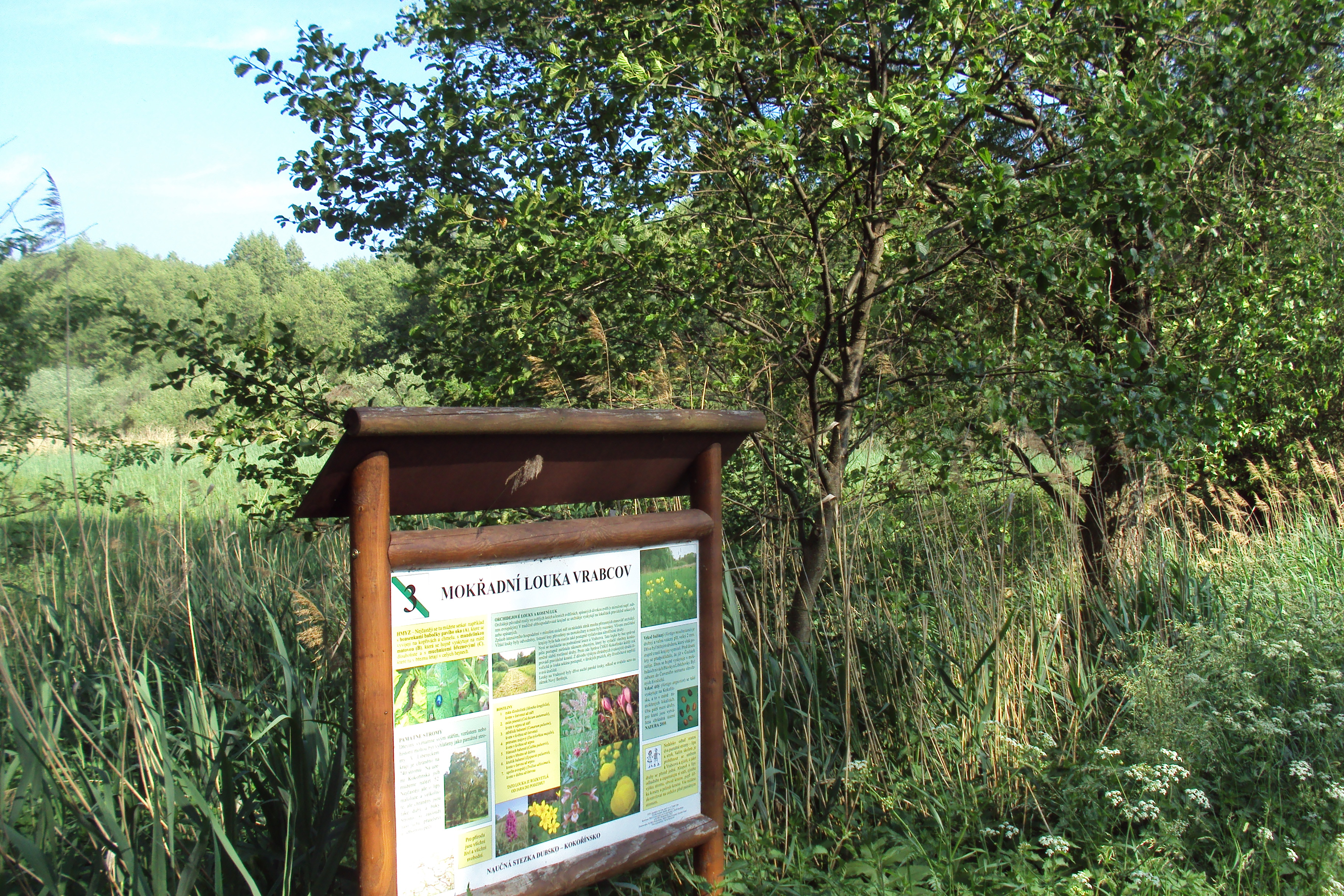
Rezervace a naučná stezka

## Stavby
V lokalitě je bývalý Vrabcovský mlýn (Fraps Mühle), nyní označovaný jako Dědův mlýn. Na cestě ve směru k Deštné je školící středisko ministerstva vnitra. 
Nejsou zde státem evidované nemovité kulturní památky.

## Turistika
Vrabcovem prochází zeleně značená trasa Klubem českých turistů z Rozprechtic k Panenskému hřebeni, žlutá k Deštné a též zde vede Naučná stezka Dubsko - Kokořínsko. Ta zde má zastavení s informační tabulí č. 3: Mokřadní louka Vrabcov.
Trasy a osada jsou vyznačeny na mapě KČT 15 : Máchův kraj.